# Te Rata Mahuta

Te Rata Mahuta im Jahr 1914

Te Rata Mahuta (* 1878 in Waikato (Neuseeland); † 1. Oktober 1933 in Huntly (Neuseeland)) war Häuptling der Māori-Iwi in der Region Waikato und der vierte König der Māori in Neuseeland. Er regierte von 1912 bis 1933.

## Leben
Sein Vater Mahuta Tawhiao starb am 9. November 1912. Te Rata Mahuta wurde Nachfolger als König (Oberhaupt der Kīngitanga-Bewegung). Wie es für einen neuen Māori-König üblich war, nahm er den Titelnamen Pōtatau Te Wherowhero an und begann sein in der Folge von Krankheit und Kontroversen geprägtes Königtum.
Auf staatlicher Ebene hat der Māori-König keine Macht, er verkörpert vielmehr eine symbolische Rolle der Einheit unter den Ureinwohnern des Landes. 1914 besuchte er Großbritannien, um die Maori zu repräsentieren und auf den Bruch des Vertrages von Waitangi hinzuweisen. Er wurde von König Georg V. empfangen, aber auf die neuseeländische Regierung verwiesen, die ihm politisch aber nicht entgegenkam. In den 1920er Jahren verhinderte Krankheit weitere politische Erfolge. Prinzessin Te Puea Hērangi wurde mehr und mehr zu seinem Sprachrohr, er unterstützte die von ihr propagierten Landreformen und der Förderung der Entwicklung auf dem Land der Māori.
Te Rata Mahuta starb am 1. Oktober 1933. Sein Nachfolger als König wurde sein Sohn Koroki Mahuta.